# Strategický plán Společné zemědělské politiky České republiky
Strategický plán Společné zemědělské politiky (SP SZP) je strategický dokument, který určuje v období 2023–2027 využití podpory zemědělského sektoru a venkova ze zdrojů obou zemědělských fondů (Evropský zemědělský záruční fond a Evropský zemědělský fond pro rozvoj venkova) plně v souladu s obecnými i z nich vycházejícími specifickými cíli Společné zemědělské politiky (SZP).
Administrací programu je pověřen Státní zemědělský intervenční fond.
V rámci nové SZP pro roky 2023–2027 došlo ke sloučení poskytovaných podpor do jediného strategického plánu, podle kterého budou poskytovány:
- přímé platby
- sektorové intervence
- rozvoj venkova

## Financování
Financování Strategický plán SZP v Česku pro období 2023–2027
Strategický plán SZP bude čerpat finance ze dvou zemědělských fondů EU.
- Evropský zemědělský záruční fond (EZZF) vyčlenil pro Česko 4,282 miliardy eur
  - 4,275 miliardy eur na přímé platby (asi 107 miliard korun)
  - 5 milionů eur (asi 125 milionů korun) na sektor vína
  - 2 miliony eur (asi 50 milionů korun) na včelařství.
- Evropský zemědělský fond pro rozvoj venkova (EZFRV) podpoří rozvoj venkova částkou 1,296 miliardy eur (asi 32 miliard korun)

Podle rozhodnutí české vlády bude podíl z národního rozpočtu přibližně 2,3 miliardy eur (asi 57 miliard korun). Celkem tak rozpočet Strategického plánu SZP dosáhne přibližně 8 miliard eur (asi 200 miliard korun).
| Národní subvenční program Společné zemědělské politiky | Národní subvenční program Společné zemědělské politiky                  | Národní subvenční program Společné zemědělské politiky |
| ------------------------------------------------------ | ----------------------------------------------------------------------- | ------------------------------------------------------ |
| Předchůdce: Program rozvoje venkova 2014- 2017         | 2023–2027 Strategický plán Společné zemědělské politiky České republiky | Nástupce:                                              |